# FlashDevelop
FlashDevelop est un éditeur de texte, entièrement gratuit, pour environnement Microsoft Windows, basé sur le framework .NET 2.0. Il supporte les langages ActionScript 2 et 3, MXML et haXe. Il inclut des fonctionnalités de complètement et de coloration syntaxique.

## Historique
FlashDevelop a été développé en 2005 afin de proposer une alternative gratuite à Adobe Flash. Ainsi beaucoup de gens ont pu débuter gratuitement en Flash. Depuis qu'il a été créé, FlashDevelop ne cesse d'être amélioré. De nouvelles versions sortent tous les 2-3 mois.

## Publication
Pour compiler vos projets il existe plusieurs solutions:
- compiler directement avec l'IDE Adobe Flash.
- compiler les projets AS2 avec le compilateur flash MTASC
- compiler les projets AS3 avec le compilateur d'adobe Flex SDK (Adobe a libéré les sources).